# Peso máximo al despegue

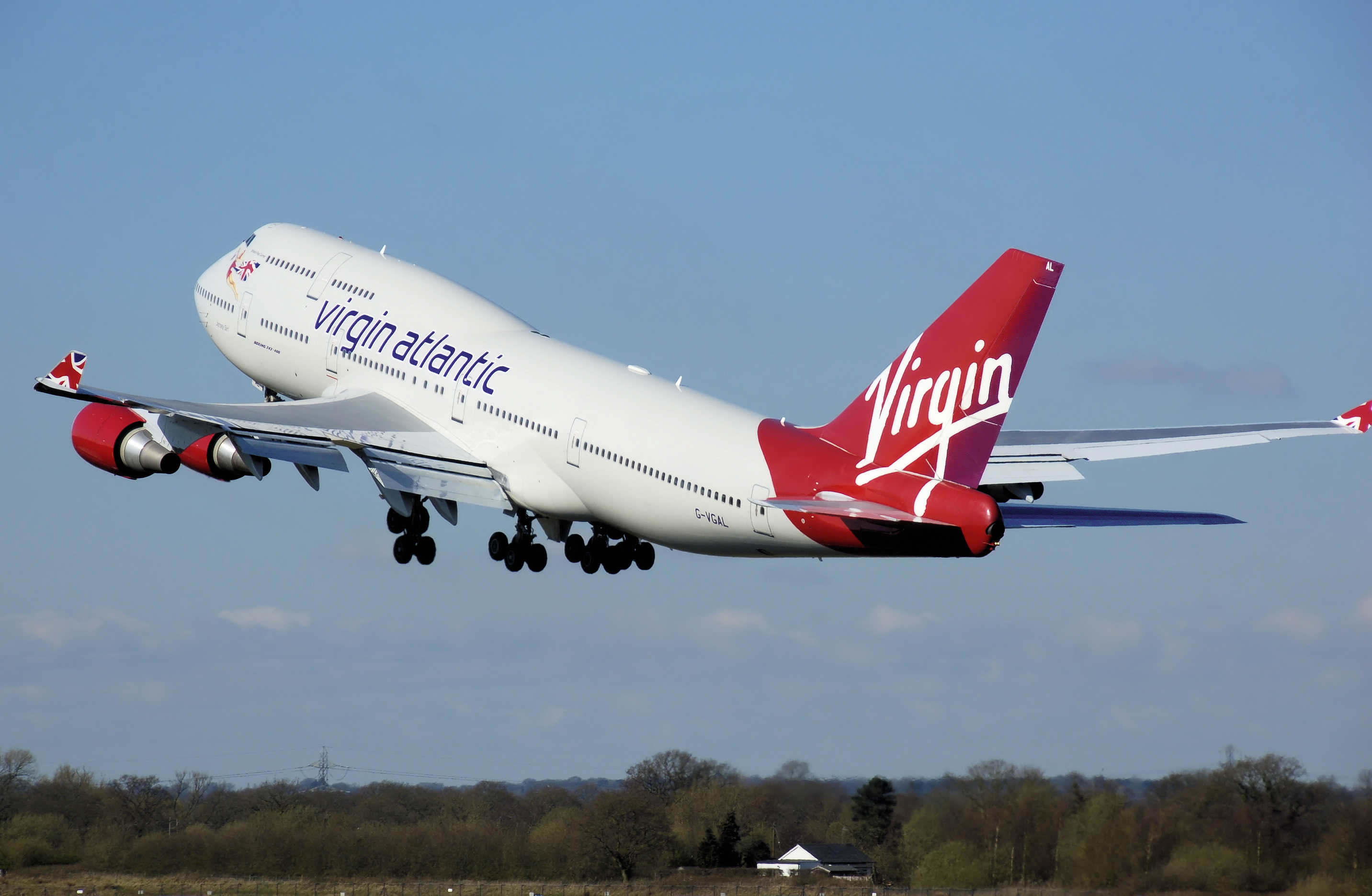
Imagen de un Boeing 747, uno de los aviones comerciales con mayor MTOW, durante el despegue

El peso máximo al despegue, también conocido por sus siglas en inglés MTOW (Maximum Take-Off Weight),  es el máximo peso de una aeronave con el cual el piloto tiene permiso para tratar de despegar. El MTOW se compone de:
Peso en vacío de la aeronave + 100% de carga útil + 100% de combustible
Este peso es el máximo peso al que el fabricante ha conseguido cumplir todos los requisitos de certificación. Muchos de los requisitos limitantes son la resistencia estructural y las actuaciones en despegue.
El MTOW es una variable fija de la versión de la aeronave (dentro del mismo modelo de aeronave es usual ver versiones de la aeronave con un refuerzo suplementario que aumenta su MTOW). No varía (pero se ha tenido en cuenta a la hora de marcarlo) con la altitud, temperatura del aire o longitud de pista.
El MTOW se suele especificar en kilogramos o libras, y es superior al peso máximo de aterrizaje, ya que en este último la aeronave lleva menor cantidad de combustible.